# Мостобуд
ПАТ «Мостобуд» — українська компанія з будівництва мостів, мостових споруд, естакад, тунелів, розв'язок, портів і житла.

## Історія
Акціонерне товариство «Мостобуд» утворено у 1993 році в процесі приватизації державного тресту, який було створено у серпні 1945 року з метою відновлення зруйнованих Другою світовою війною мостових споруд і побудови нових.
У 2003 році власником компанії став Володимир Продивус. «Мостобуд» отримував великі державні контракти на будівництво мостів, естакад і доріг. Серед основних замовників були «Укравтодор» та «Укрзалізниця», а також місцеві органи влади.
У 2008 році компанія досягла свого піку в обороті. Через глобальну фінансову кризу фінансування державних проєктів зменшилось, що сильно вплинуло на роботу компанії. Вже з початку 2009 року через нестабільність фінансування обсяги виконаних робіт почали скорочуватися.
«Мостобуд» шукав нові способи для виживання, виконуючи додаткові роботи в інших сферах, зокрема у 2011 році компанія виконувала демонтажні та реконструкційні роботи на стадіоні НСК «Олімпійський».
До 2012 року доходи підприємства скоротилися більш ніж удвічі порівняно з 2008 роком. За підсумками 2012 року «Мостобуд» зазнав збитків у розмірі 56 млн грн.
У 2017 році компанія почала процедуру банкрутства. 
Станом на 2024 рік «Мостобуд» продовжує працювати.
За свою історію, підприємством було побудовано понад 4 тисяч інженерних споруд. Серед них — 900 залізничних мостів і шляхопроводів загальною довжиною 48 900 погонних метрів, 2100 автодорожніх мостів і шляхопроводів загальною довжиною понад 100 тисяч погонних метрів, велику кількість мостів і підземних переходів.

## Критика
«Мостобуд» фігурував у судових процесах щодо повернення земельних ділянок у Києві, які, за даними ЗМІ, були незаконно привласнені.
В жовтні 2024 року правоохоронні органи вилучили техніку компанії у зв'язку зі звинуваченнями в несанкціонованому видобутку піску в Києві.